# Code Hays
Pour les articles homonymes, voir Hays.

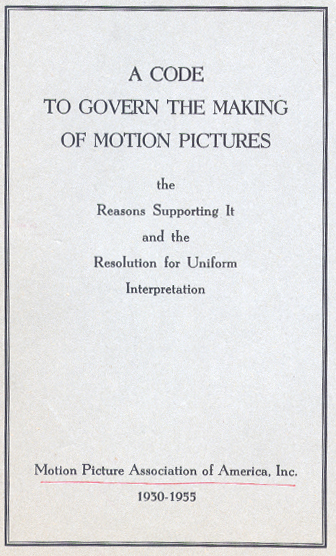
Couverture du code Hays.

Le code Hays est le nom officieux du code de production du cinéma américain, officiellement appelé Motion Picture Production Code en anglais. Ce code, établi en mars 1930 par le sénateur William Hays, alors président de la Motion Pictures Producers and Distributors Association (MPPDA), avait pour objectif de réguler le contenu des films en fixant des règles sur ce qu'il était jugé acceptable ou non à l'écran.
Appliqué strictement entre 1934 et 1952, puis de manière progressive jusqu'en 1966, ce texte fait est né en réaction à plusieurs scandales qui ont terni l'image d'Hollywood, notamment l'affaire Roscoe Arbuckle. Il s'agit d'un exemple d'autocensure : se sont imposé eux-mêmes ces restrictions afin d'éviter une intervention extérieure, notamment de la part du gouvernement fédéral.
Le code a été rédigé en 1929 par Martin Quigley, éditeur catholique, et Daniel A. Lord, prêtre jésuite. Son application était confiée à l'administration du code de production (Production Code Administration), dirigée par Joseph Breen, dont l'influence catholique marqua profondément le cinéma américain entre 1934 et 1954. Breen fut remplacé par Geoffrey Shurlock, qui occupa cette fonction, de 1954 à 1968, date à laquelle le code Hays fut remplacé par le système de classification des films de la Motion Picture Association of America.
Le code Hays reste un symbole d'une période charnière dans l'histoire du cinéma américain, qui a profondément influencé le contenu, le style et les valeurs morales des films, marquant un avant et un après.

## Contexte et histoire
La nudité dans les films existe dans le cinéma muet au travers des nudies (petits films au ton badin où on voit s'ébattre des femmes nues) et aucune législation à ce sujet n'existe au début du cinéma. Dès 1907, cependant, un système de censure (films visionnés d'abord par la police) est mis en place à Chicago sous la pression de lobbies catholiques et puritains, ligues de vertu minoritaires (les États-Unis étant majoritairement protestants) mais suffisamment puissantes pour influer sur l'industrie cinématographique essentiellement juive à l'origine. En 1908, le maire de New York décide d'interdire les Nickelodeons considérés comme des lieux de débauche et de pousse au crime ; il autorise la police à interdire des projections. L'industrie du film, basée alors à New York, y fonde en mars 1909 un Board of Censorship (bureau de la censure). À mesure que plusieurs États adoptent ce type de censure, l'industrie du film prend les devants et décide en 1916 de créer son propre organisme d'auto-régulation, la National Association of the Motion Picture Industry (en) (NAMPI). Cela leur permet ainsi d'harmoniser les censures différentes selon les villes et les États qui rendaient la vision des films incohérente, ce que les spectateurs mettaient sur le compte de mauvais réalisateurs. En 1915, l'affaire Mutual Film Corporation v. Industrial Commission of Ohio (en) aboutit à la Cour suprême qui considère que les films de l'industrie du cinéma étant une activité mercantile ne peuvent bénéficier du Premier amendement qui garantit la liberté d'expression.
Dans les années 1920, plusieurs scandales, relayés par la presse populaire, ébranlent l’industrie naissante du cinéma hollywoodien. L’acteur Roscoe Arbuckle est soupçonné de la mort de l’actrice Virginia Rappe, lors d’une soirée « de débauche » à San Francisco, en 1921 ; le décès crapuleux, en 1922, de l’acteur et producteur William Desmond Taylor, sur fond de bisexualité et la mort par overdose de l’acteur Wallace Reid en janvier 1923, font paraître Hollywood comme un lieu de perdition et de débauche. D’autant que Reid est suivi dans la tombe, et pour les mêmes raisons, par Olive Thomas, Barbara La Marr, Jeanne Eagels puis Alma Rubens.
Cela conduit, en 1922, à la création de la Motion Pictures Producers and Distributors Association (devenue la Motion Picture Association of America en 1945, elle remplace la NAMPI), présidée par l'avocat William Hays, qui établit non pas des interdits mais des recommandations. La première mesure de Hays est de bannir Roscoe Arbuckle de tout film et d’imposer un certificat de moralité pour toute personne apparaissant à l’écran. En 1927, il dresse une liste de sujets et de thèmes que les scénaristes doivent éviter, et la même année, l'avènement du cinéma parlant appelle à la révision ou à la précision des règles d’autocensure.
Dans un premier temps, ces recommandations ne sont guère suivies, jusqu'à ce que se renforce le contrôle financier sur les productions et que par ailleurs, à l'appel du pape Pie XI, les évêques américains fondent une Légion de la Décence qui va mener une virulente campagne en faveur de l'application stricte du Code. Celle-ci sera effective à compter du 1er juillet 1934, et désormais, plus que jamais, estime l'historien du cinéma Georges Sadoul, l'industrie hollywoodienne va se tourner vers le répertoire théâtral ou romanesque. L'application du Code, si elle ne vise guère par exemple le film d'horreur, a des conséquences entre autres sur le film de gangsters, qui se fait parfois moralisateur avant de s'effacer, et surtout sur les scènes d'amour, alors que les films de l'ère Pré-Code avaient pu aller assez loin dans la nudité ou ruser déjà pour éviter la censure.
À partir de 1934, tout en négociant avec les censeurs et producteurs, les réalisateurs développent diverses stratégies de contournement, au point que Billy Wilder finit par voir dans cette censure un moyen de stimuler leur inventivité : ingéniosité du scénario ou du montage (Alfred Hitchcock dans les Enchaînés contourne la règle de l'interdiction d'un baiser de plus de trois secondes, en demandant aux deux acteurs de s'interrompre toutes les trois secondes, se targuant ensuite d'avoir filmé le « plus long baiser du cinéma ») ; ellipses visuelles ou images suggestives (effeuillage de Rita Hayworth dans Gilda) ; symboles ou métaphores sexuels (train fonçant sous un tunnel dans La Mort aux trousses, panoramique vertical symbole d'érection, bouteille de champagne débouchée symbole d'éjaculation), etc. Tandis que chez les réalisateurs moins audacieux, les effets du code se font ressentir (ainsi Jane porte-t-elle une robe dans Tarzan s'évade alors qu'elle arborait un bikini en peau de léopard dans Tarzan et sa compagne), les procédés de contournement adoptés par d'autres aboutissent à ce qui a pu être appelé la « fétichisation de Hollywood », la caméra n'exposant que des parties du corps alors érotisées : « on transforma l'érotisme en fétichisme, en remplaçant le Sex Appeal par la Pin-up Girl ». En 1949, Alfred Hitchcock sera obligé de remanier notablement le roman de Daphné du Maurier pour le scénario de La Taverne de la Jamaïque, comme il le dira à François Truffaut.
En plein âge d'or du cinéma américain, la rigueur du code Hays commence à s'affaiblir dès les années 1940, avec l'évolution des mentalités, puis le développement de la télévision aux images plus réalistes. La Cour suprême, lors de l'affaire United States v. Paramount Pictures en 1948, décartellise les sociétés de production de cinéma qui ne peuvent plus assurer la distribution, les nouvelles sociétés de distribution important alors des films étrangers, notamment les œuvres du néoréalisme et de la Nouvelle Vague française qui n'hésitent pas à montrer des thèmes tabous sous une nouvelle radicalité. Le cinéma d'art et d'essai qui se développe montre la même évolution.
Dans les années 1950, les boycotts de la Ligue pour la vertu ne menacent plus économiquement le succès public des films. En 1966, un code est réécrit mais est peu appliqué, étant remplacé en 1968 par un simple système de classification des films par âge : le système de classification de la Motion Picture Association of America, créé par Jack Valenti. Ce déclin de la censure permet ensuite le développement rapide du cinéma pornographique et du cinéma d'horreur.

## Détail du texte des recommandations
Le texte cité plus bas est celui des recommandations du code Hays.
Le code Hays présente les éléments suivants dans cet ordre :

### Principes généraux
1. « Aucun film ne sera produit qui porterait atteinte aux valeurs morales des spectateurs. De la même manière la sympathie du spectateur ne doit jamais aller du côté du crime, des méfaits, du mal ou du péché ».
2. « Des standards de vie corrects, soumis uniquement aux exigences du drame et du divertissement, doivent être montrés ».
3. « La loi, naturelle ou humaine, ne sera pas ridiculisée et aucune sympathie ne sera accordée à ceux qui la violent » (Jean-Baptiste Thoret remarque que cela est notamment valable pour le gangster et la femme déchue (en)[4]).

### Applications particulières

#### Crimes et criminels
Le crime ne doit pas être présenté d'une façon qui créerait de la sympathie pour le criminel ou inspirer au spectateur un désir d'imitation. Le meurtre ne doit pas être présenté de manière à encourager l'imitation. Les meurtres brutaux ne doivent pas être présentés en détail afin que la population interagisse de manière anarchique. La vengeance n'est pas justifiée dans un film dont l'action se passe dans l'époque contemporaine.
Les méthodes criminelles ne doivent pas être explicitement présentées. Les techniques pour le vol, le cambriolage et le dynamitage de trains, de mines, de bâtiments, l'incendie criminel, etc., ne doivent pas être présentées en détail. L'utilisation d'armes à feu doit être limitée. Les méthodes utilisées dans la contrebande ne doivent pas être présentées.
Le trafic de la drogue ne doit pas être présenté. La consommation de spiritueux est interdite à l'écran, sauf dans les cas où cela fait partie intégrante du scénario ou des caractéristiques d'un personnage.

#### Sexualité
« L'importance de l’institution du mariage et l'importance de la famille sont primordiales aux yeux des rédacteurs du code Hays pour qui les films ne doivent pas suggérer que la promiscuité sexuelle est quelque chose de normal ou d'habituel.
1. L'adultère, parfois nécessaire dans le contexte narratif d'un film, ne doit pas être présenté explicitement, ou justifié, ou présenté d'une manière attrayante.
2. Les scènes de passion. a) Elles ne doivent pas être présentées sauf si elles sont essentielles au scénario. b) Les baisers profonds ou lascifs, les caresses sensuelles, les poses et les gestes suggestifs ne doivent pas être exposés. c) De manière générale la passion doit être traitée de sorte que ces scènes restent au-dessus de la ceinture (« do not stimulate the lower and baser element ») (« La présentation de chambres à coucher doit être dirigée par le bon goût et la délicatesse »[réf. nécessaire])
3. Séduction ou viol. a) Ils ne peuvent pas être plus que suggérés et seulement lorsqu'il s'agit d'un élément essentiel du scénario. Même dans ce cas, ils ne seront pas montrés explicitement. b) Ils ne sont en aucun cas un sujet approprié pour la comédie.
4. Toute référence à la perversion sexuelle est formellement interdite.
5. La traite des Blanches (désignée comme White slavery dans le code Hays) ne doit pas être abordée (« White slavery shall not be treated ».).
6. La présentation de rapports sexuels interraciaux (« Miscegenation ») est interdite.
7. L'hygiène sexuelle et les maladies vénériennes ne sont pas considérées comme des sujets pour les films.
8. La naissance d'un enfant, en face ou en silhouette, ne doit jamais être montrée.
9. Les organes sexuels d'un enfant ne doivent jamais être visibles ».

#### Décence
La présentation de sujets vulgaires, répugnants et désagréables, doit être soumise au respect des sensibilités des spectateurs et aux préceptes du bon goût en général. L'obscénité dans le mot, dans le geste, dans la chanson, dans la plaisanterie, ou même simplement suggérée, est interdite. Le blasphème est strictement interdit et le code liste les mots à éviter : God, Lord, Jesus, Christ, Hell, S.O.B, Damn et Gawd. « Des titres licencieux, indécents ou obscènes ne seront pas employés » souligne le code, soucieux d'éviter que l’industrie du cinéma se serve des affiches de cinéma pour opérer un détournement de la censure et atteindre aux bonnes mœurs que le code Hays tente si vigoureusement de protéger.
L'indécence est interdite de même que la nudité, réelle ou suggérée, et les commentaires ou allusions d'un personnage à ce sujet. Les scènes de déshabillage sont à éviter sauf lorsqu'il s'agit d'un élément essentiel du scénario. Les costumes trop révélateurs sont interdits.
Les danses lascives, celles qui suggèrent ou représentent des relations sexuelles, sont interdites. Les danses qui comportent des mouvements indécents doivent être considérées comme obscènes.
Les sujets suivants, considérés comme « répugnants », doivent être traités avec beaucoup de prudence et de bon goût : la pendaison, l’électrocution et la condamnation à mort d’un criminel, le tatouage, le marquage au fer d'animaux et d'êtres humains, la brutalité et l'horreur, la cruauté envers les enfants ou les animaux et les opérations chirurgicales. La représentation d'esclaves blancs est prohibée.
Certains critères de « décence » reposaient sur les préjugés raciaux de l'époque. Ainsi, la Metro-Goldwyn-Mayer rejeta la candidature de la sino-américaine Anna May Wong pour le rôle principal dans une adaptation de The Good Earth (Visages d'Orient) de Pearl S. Buck en raison de principes interdisant les gestes intimes entre les diverses « races ». L'acteur principal masculin étant de race blanche (Paul Muni), les producteurs considéraient impossibles de lui donner une partenaire de type asiatique et choisirent plutôt l'actrice Luise Rainer, que l'on maquilla pour lui donner l'apparence orientale.

#### Patrie et religion
« Aucun film ne doit se moquer de la religion sous toutes ses formes et de toutes les croyances. Les ministres du culte ne peuvent pas être dépeints comme des personnages comiques ou comme des bandits. Les cérémonies de n'importe quelle religion définie doivent être présentées avec beaucoup de respect.
La présentation du drapeau se fera toujours de manière respectueuse. L'histoire des institutions, des gens connus et de la population en général d'autres nations sera présentée avec impartialité. »

## Betty Boop, un exemple emblématique

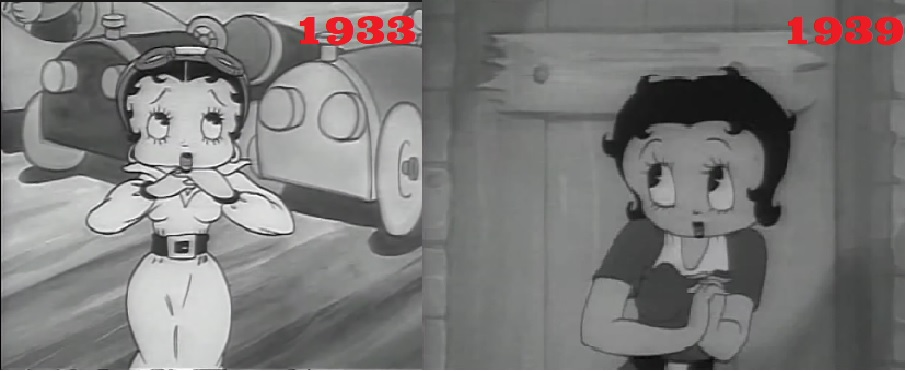
Comparaison de Betty Boop à l'ère pré-code Hays (dans Betty Boop's Ker-Choo, 1933) et après l'application du code (dans Musical Mountaineers, 1939).

Le personnage de dessin animé Betty Boop est l'un des exemples les plus frappant de l'impact du code Hays sur la culture populaire.

### Avant 1934: laflapperimpertinente
Dans les courts-métrages des  studios Fleischer produits avant 1934, Betty Boop incarne la flapper ou party girl, figure féminine emblématique de ce que F. Scott Fitzgerald appelait « l'âge du jazz ».
Elle flirte, minaude et cabotine, danse sur des airs de jazz, dans Minnie the Moocher, se dispute avec ses parents conservateurs aux côtés du jazzman Cab Calloway.
Son style vestimentaire reflète cette liberté : mini-robe sans bretelles, décolletée prononcé, ourlet au-dessus du genou laissant apparaître une jarretière — plus de trente ans avant l'invention de la minijupe. Elle est souvent accompagnée de son petit ami et chevalier servant, le caniche anthropomorphe Bimbo.

### Après 1934: la jeune fille rangée
L'application stricte du code Hays contraint les créateurs à transformer radicalement le personnage : Betty Boop devient une jeune femme sage, célibataire et travailleuse.  
Bimbo disparaît (par crainte d'associations jugées inappropriées avec la zoophilie), et les tenues se font nettement plus modestes : chemisiers fermés, jupes longues descendant sous le genou.
Les intrigues se recentrent sur des situations plus convenables ; numéros de séduction et allusions libertines deviennent exceptionnels.

### Vidéographie
- Sex, Censorship and the Silver Screen (1995), série documentaire en 6 épisodes[11].
- Thou Shalt Not: Sex, Sin and Censorship in Pre-Code Hollywood - Hollywood interdite, l'ère du pré-code (2008), documentaire réalisé par Steven Smith[12].